# Els Nibelungs
Els Nibelungs (títol original en alemany Die Nibelungen) és una pel·lícula alemanya de 1924 dirigida per Fritz Lang. És considerat un punt d'inflexió en la concepció del cinema com a obra d'art: Lang i el seu equip van introduir visualment i estètica els nous avenços tècnics en la il·luminació i en la fotografia, i van dur a terme una direcció artística exquisida, que doten la pel·lícula d'una gran bellesa plàstica. Els intertítols han estat traduïts al català.

## Trama
El guió escrit per Thea von Harbou va recuperar el mite primigeni dels nibelungs, una llegenda original del segle xii, que havia quedat eclipsada per la famosa tetralogia wagneriana. Aquest mite és mirall i esclau del seu context històric, el període d'entreguerres alemany, i comparteix l'esperit romàntic i èpic d'aquells temps. Lang, tanmateix, focalitza el tema en la venjança i les masses desbocades, leitmotiv habitual en la seva filmografia. Tot allò que en la primera part és noble i pur, en la segona esdevé malaltís i fosc; essent la batalla final, nihilista i violenta, el contrapunt cruel, i visionari, de la ideologia nazi, fet pel qual, aquesta segona part va ser distribuïda en una versió diferent, curta i suavitzada, i amb acompanyament musical de Wagner.

## Música
Gottfried Huppertz (Alemanya 1887-1937) és el compositor responsable de la música d'Els Nibelungs.Huppertz estudià música a Colònia i va entrar en contacte amb el món del teatre i el cinema, on conegué a Fritz Lang, que li encarregà expressament la música per a Els Nibelungs i més tard, per a Metropolis. La seva composició per Die Nibelungen va aconseguir lligar íntimament música i imatges, provocant una coreografia de llum, ritme i moviment, amb efectes impressionants. És per això que Huppertz és considerat un dels grans de la música per al cinema, tot i que la seva mort prematura va fer que fos injustament oblidat durant anys.

## Repartiment
- Paul Richter: Sigurd
- Margarete Schön: Krimilda
- Hanna Ralph: Brunilda
- Hans Adalbert Schlettow: Hagen von Tronje
- Bernhard Goetzke: Volker von Alzey
- Theodor Loos: Gondicari
- Rudolf Klein-Rogge: King Etzel
- Rudolf Rittner: Markgraf Rudiger von Bechlorn
- Georg August Koch: Hildebrand
- Georg John: Alberich